# NGC 1073
NGC 1073 (другие обозначения — UGC 2210, MCG 0-8-1, ZWG 389.2, IRAS02411+0109, PGC 10329) — спиральная галактика с перемычкой (SBc) в созвездии Кит.
Этот объект входит в число перечисленных в оригинальной редакции «Нового общего каталога».
На изображениях галактики в ближнем инфракрасном диапазоне нет сильного разброса по цветам, предполагая, что отношение  массы к свету почти одинаково по всей NGC 1073. Также на них преобладает свет от более старых звёзд, которые распределены более равномерно, чем более молодые голубые звёзды.
Галактика NGC 1073 входит в состав группы галактик M77. Помимо NGC 1073 в группу также входят NGC 1055, M77, UGC 2275, UGC 2302, UGCA 44 и UGC 2162.